# Carrauntoohil
Carrauntoohil (em irlandês: Corrán Tuathail, que significa Foice de Tuathal), também referenciada por Carrantuohill, é uma montanha situada no Condado de Kerry, na Irlanda, e é o pico mais alto da Irlanda. Trata-se de uma montanha com 1038 metros de altitude e é o pico central da cordilheira de Macgillycuddy's Reeks, na península de Iveragh.
A montanha é mais frequentemente subida pelo lado nordeste, ao longo da Hag's Glen e até ao Devil's Ladder, entre Carrauntoohil e Cnoc nd Péiste e, em seguida, a noroeste com a cimeira. O percurso tem-se tornado mais perigoso nos últimos anos, devido ao congestionamento e a pedras soltas. Não são necessários equipamentos especiais para escalar a montanha, mas é aconselhada precaução. Alternativamente, pode-se caminhar através de outras montanhas, a partir do oeste. As condições climáticas na montanha são muito variáveis e tem havido um número de mortes, devido a muitos turistas se vestirem inapropriadamente ao tentar escalar a montanha.